# Тейлър Рейн
Тейлър Рейн (на английски: Taylor Rain) е американска порнографска актриса, родена на 16 август 1981 г. в Лонг Бийч, щата Калифорния, САЩ.

## Ранен живот
Твърди, че кандидатства в Cypress College за стюардеса, но променя решението си след атаките на 11 септември 2001 и решава да направи кариера в порнографската филмова индустрия.

## Порнографска филмова кариера
Тейлър Рейн участва в над 200 порнографски филма за период от три години, първия от които e Pop Goes the Cherry, под името Ники Стар (Nikki Star). Както повечето други порно звезди болшинството от нейните роли включват анален секс. Омъжва се за Скот Файнер на 10 януари 2004, и скоро след това същата година, бракът им е анулиран.
Тейлър има участия в няколко лесбийски сцени. С изключение на лесбийската тройка в Penetration Nation, нейните изяви почти винаги са с няколко момичета едновременно. Тя никога не се е появява в сцена с чернокож партньор и твърди, че никога не би участвала в междурасови сцени, въпреки че веднъж се появява в една сцена заедно с азиатеца Рик Ли. Тя признава, че прави секс и с чернокожия Лойд Банкс от рап групата G-Unit. Това нейно поведение, може би е резултат от влиянието на нейния баща, който не одобрява междурасовите връзки. През 2005 тя прави своя дебют като режисьор във филма на компанията 1st Strike Films, Ass Up Face Down, в който тя също е и актьор. През същата година, продава на търг в eBay един ден с нея за сумата от US$ 3900.
Извън екрана, Тейлър често се появява на страниците на клюкарския уебсайт от света на порно индустрията www.lukeford.com.

### Оттегляне
През декември 2005, Рейн обявява, че ще се оттегли от участие в порнографски филми и ще се посвети на режисура, както и на своя нов платен сайт, в който ще публикува фото галерии, филми и ще приказва с почитатели на живо по интернет. Тейлър също заявява, че иска да се установи и да създаде семейство, и че оттеглянето ще ѝ позволи това. През юли 2006, на своя уебсайт обявява, че е бременна, но един месец по-късно пометнала. Въпреки това, през 2008 забременява отново и ражда първата си щерка,а следващата 2009-и втората, на име Пейсли.

### Постижения
Тя спечелва наградата „Карнавал на красивите порнозвезди“ (Porn Star Beauty Pageant) в радиошоуто на Хауърд Стърн през март 2005, побеждавайки колежките си Ками Андрюс, Райлее, Рене Порнеро и Аурора Сноу.

## Награди и номинации
Носителка на индивидуални награди
- 2006: F.A.M.E. награда за любима анална звезда.[3]

Носителка на награди за изпълнение на сцени
- 2004: XRCO награда за най-добра групова сцена – „Плътски улов 5“ (с Арнолд Шварценпекер, Джон Стронг, Трент Тесоро и Марк Ууд).[4]

Номинации за индивидуални награди
- 2003: Номинация за XRCO награда за Cream Dream.[5]
- 2004: Номинация за AVN награда за жена изпълнител на годината.[6]
- 2004: Номинация за XRCO награда за оргазмен аналист.[7]
- 2005: Номинация за AVN награда за жена изпълнител на годината.[8]
- 2006: Номинация за F.A.M.E. награда за любима порноактриса.[9]

Номинации за награди за изпълнение на сцени
- 2005: Номинация за AVN награда за най-добра анална секс сцена (с Мануел Ферара) – „Анални перверзии“.[8]